# Maryna Paltaran
Maryna Viktarauna Litvinchuk, née Paltaran le 12 mars 1988, est une kayakiste biélorusse spécialisée dans la course en ligne.

## Carrière
Lors des Championnats du monde 2010 à Poznań, Maryna Paltaran remporte la médaille d'argent en kayak monoplace (K-1) 5 000 m.
Aux Jeux olympiques d'été de 2012 à Londres, elle est médaillée de bronze de kayak à quatre en ligne 500 m avec Volha Khudzenka, Nadzeya Papok et Iryna Pamialova. Elle fait de même en 2016 aux Jeux de Rio.